# Istituto omnicomprensivo Alberico Gentili-Vincenzo Tortoreto
L'Istituto omnicomprensivo Alberico Gentili-Vincenzo Tortoreto, precedentemente Istituto di Istruzione Superiore Alberico Gentili, è una scuola secondaria di secondo grado di San Ginesio, in provincia di Macerata, dedicata al giurista italiano Alberico Gentili. Nel XX secolo, l'istituto ebbe come preside Giuseppe Radames Bertè (1921-2017), padre della cantante Mia Martini e Loredana Bertè e, dal 1984 al 1994, il filosofo Giovanni Cardarelli.

## Storia[2]
Con la nascita del Regno d'Italia, il Commissario Generale Straordinario delle Marche, Lorenzo Valerio, concesse all'amministrazione comunale un sussidio annuo per la pubblica istruzione, ricevendo circa 5 milioni di lire nel giro di 20 anni. Il 26 maggio 1862 il governo locale guidato da Aristide Morichelli d'Altemps propose alla Cassa ecclesiastica la rivendicazione del convento degli agostiniani, dopo che l'ordine presente a San Ginesio venne soppresso a seguito della secolarizzazione dei beni ecclesiastici. Ricevendo una risposta contraria, il 5 novembre l'amministrazione fece ricorso, presentando una nuova domanda il 19 novembre. Il 25 luglio 1864 il Comune intraprese la via legale, appoggiato dal fratello del sindaco e avvocato Emerico Morichelli: la Cassa venne denunciata e i sinistri ginesini chiesero il pagamento annuo di 4 500 lire come multa. Il 17 luglio 1865 il tribunale di Macerata obbligo la Cassa ecclesiastica di adempiere a rispettare i voleri di dare vita ad una pubblica istruzione. Questa sentenza aprì un canale di trattative intrapreso dall'ente ecclesiastico e l'avvocato Morichelli, senza però concludersi. A migliorare la situazione fu l'intervento del giurista inglese Thomas Erskine Holland che, giunto a San Ginesio per i suoi studi su Alberico Gentili, appoggiò il Comune inviando una richiesta al ministro della pubblica istruzione Pasquale Stanislao Mancini.
Il 6 giugno 1881, con decreto ministeriale, nacque la Regia Scuola Rurale Magistrale, divenuta poi Regia Scuola Normale Inferiore il 20 dicembre 1882, dopo che la corrispettiva scuola di Ascoli Piceno venne convertita per il sesso femminile. Per convertire la scuola in "Normale Superiore" il Comune decise di pagare una tassa annua di 4 550 lire, divenute poi 2 843 dal 1º luglio 1900, dopo che l'intellettuale caldarolese Alfonso Leopardi e il Comandante generale dell'Arma dei Carabinieri, il ginesino Bruto Bruti, si interessarono della questione. Il 13 febbraio 1887, a seguito della pubblicazione del Regio decreto, la scuola cambiò indirizzo.
La scuola, che aveva anche un convitto per gli alunni, fino alla Riforma Gentile fu intitolata a Matteo Gentili, mentre ora è dedicata al figlio Alberico.
Con il ridimensionamento delle scuole, dal 1 settembre 2024 l'istituto Gentili è stato accorpato con l'istituto comprensivo "Vincenzo Tortoreto". Ora è l'istituto omnicomprensivo "A.Gentili-V.Tortoreto".